# Wyndham (LGA)
City of Wyndham is een Local Government Area (LGA) in Australië in de staat Victoria. Het maakt deel uit van de agglomeratie van Melbourne. City of Wyndham telt 143.879 inwoners. Het bestuur zetelt in Werribee.